# Herpetogramma ochrotinctalis
Herpetogramma ochrotinctalis là một loài bướm đêm trong họ Crambidae.